# Сафаи, Дарья
Дарья Сафаи (перс. دریا صفایی‎; род. 7 апреля 1975, Тегеран) — бельгийский стоматолог, защитник прав женщин и политический деятель. Член партии Новый фламандский альянс. Депутат Палаты представителей Бельгии с 2019 года.

## Биография
Родилась 7 апреля 1975 года в Тегеране, столице Ирана.
Изучала стоматологию в Тегеранском университете. 9 июля 1999 года в ответ на закрытие правительством реформистской газеты «Салам» начались студенческие протесты. Демонстрации студентов Тегеранского университета продолжались в течение нескольких дней. Дарья Сафаи и её муж Саид Баширташ (Saeed Bashirtash; род. 1965) участвовали в протестах. Дарья Сафаи была арестована и попала в тюрьму. Когда её выпустили под залог пара бежала в Турцию, а оттуда — в 2000 году в Бельгию. Исламский революционный суд заочно приговорил Дарью к двум годам тюремного заключения.
В Бельгии Дарья изучила нидерландский и французский языки, получила диплом стоматолога в Брюссельском свободном университете.
В 2022 году окончила двухлетний курс государственной безопасности в Королевском высшем институте обороны (IRSD-KHID-RHID).
Вместе с мужем открыла стоматологические кабинеты в Брюсселе и Антверпене.
В 2014 году начала бороться за право иранских женщин посещать стадионы, как символ дискриминации. Запрет женщинам посещать футбольные матчи был введен в Иране вскоре после Исламской революции 1979 года. Также после чемпионата мира по футболу 2014 года начала свою кампанию под названием «NoBan4Women» активистка Мариам Шоджаи, сестра футболиста Масуда Шоджаи. В феврале 2015 года Дарья написала открытое письмо Йозефу Блаттеру, президенту ФИФА. Письмо подписали более 200 видных иранских деятелей. Ещё в 2013 году по тому же вопросу к Йозефу Блаттеру обращалась член исполкома ФИФА австралийка Мойя Додд. Дарья разворачивала баннер Let Iranian women enter their stadiums («Пустите иранских женщин на их стадионы») на матче группового этапа (Группа B) между мужскими сборными Ирана и Кубы по волейболу на летних Олимпийских играх 2016 года, который проходил 11 августа, и на матче между сборными России и Ирана, который проходил 15 августа. Запрет был отменён под давлением ФИФА перед матчем отборочного турнира чемпионата мира по футболу 2022 года между сборными Ирана и Камбоджи, который прошёл 10 октября 2019 года.
По результатам парламентских выборов 2019 года избрана депутатом Палаты представителей Бельгии от Нового фламандского альянса в округе Фламандский Брабант. Является членом Комитета по международным делам и Комитета по обороне.
Автор книг «Идти против ветра» (Lopen tegen de wind) и «Внезапно мне стало не до смеха» (Plots mocht ik niet meer lachen).